# Nic Cester
Nicholas John Cester (Melbourne; 6 de julio de 1979), más conocido como Nic Cester, es un músico australiano, famoso por ser el cantante y guitarrista de la banda de rock Jet, para la cual también escribe letras. Es además el fundador del supergrupo The Wrights.

## Biografía
Es el mayor de cuatro hermanos, de madre escocesa y padre australiano de ascendencia italiana. Nic Cester inició la banda Jet en 2001 con el guitarrista actual, Cameron Muncey, y luego se integraron su hermano Chris Cester, como baterista, y Mark Wilson como bajista.
En 2010 versionó la canción «Back in Black», de AC/DC, junto a la banda británica Muse. Cester, junto a Davey Lane y Kram aportaron el sencillo «Tomorrow» para la película australiana Tomorrow, When the War Began.